# Nikolái Bodurov
Nikolái Bodurov (en búlgaro: Николай Бодуров; Blagoevgrad, 30 de mayo de 1986) es un futbolista búlgaro que juega en la demarcación de defensa para el FC Pirin Blagoevgrad de la Segunda Liga de Bulgaria.

## Selección nacional
Debutó con la selección de fútbol de Bulgaria el 8 de octubre de 2010 en un partido de clasificación para la Eurocopa 2012 contra Gales que finalizó con un resultado de 0-1 a favor del conjunto búlgaro. También ha disputado la fase de clasificación para la Copa Mundial de Fútbol de 2014 y de la clasificación para la Eurocopa 2016.

### Goles internacionales
| # | Fecha                 | Estadio                         | Oponente   | Gol | Resultado | Competición                         |
| - | --------------------- | ------------------------------- | ---------- | --- | --------- | ----------------------------------- |
| 1 | 13 de octubre de 2014 | Ullevaal Stadion, Oslo, Noruega | Noruega    | 1-1 | 2-1       | Clasificación para la Eurocopa 2016 |
| 2 | 26 de marzo de 2018   | Pancho Arena, Felcsút, Noruega  | Kazajistán | 2-1 | 2-1       | Amistoso                            |

## Clubes
| Club              | Temporada | División               | Liga     | Liga  | Copa     | Copa  | Copa de la liga | Copa de la liga | Continental | Continental | Total    | Total |
| Club              | Temporada | División               | Partidos | Goles | Partidos | Goles | Partidos        | Goles           | Partidos    | Goles       | Partidos | Goles |
| ----------------- | --------- | ---------------------- | -------- | ----- | -------- | ----- | --------------- | --------------- | ----------- | ----------- | -------- | ----- |
| Pirin 1922        | 2004–05   | B PFG                  | 29       | 0     | 5        | 0     | –               | –               | –           | –           | 34       | 0     |
| Pirin 1922        | 2005–06   | A PFG                  | 13       | 0     | 3        | 0     | –               | –               | –           | –           | 16       | 0     |
| Pirin Blagoevgrad | 2006–07   | B PFG                  | 16       | 0     | 3        | 0     | –               | –               | –           | –           | 19       | 0     |
| Pirin Blagoevgrad | 2007–08   | A PFG                  | 27       | 1     | 3        | 0     | –               | –               | –           | –           | 30       | 1     |
| Pirin Blagoevgrad | 2008–09   | A PFG                  | 22       | 0     | 4        | 0     | –               | –               | –           | –           | 26       | 0     |
| Pirin Blagoevgrad | Total     | Total                  | 104      | 1     | 21       | 0     | –               | –               | 0           | 0           | 125      | 1     |
| Litex Lovech      | 2009–10   | A PFG                  | 18       | 2     | 2        | 0     | –               | –               | 0           | 0           | 20       | 2     |
| Litex Lovech      | 2010–11   | A PFG                  | 25       | 2     | 3        | 0     | –               | –               | 5           | 0           | 33       | 2     |
| Litex Lovech      | 2011–12   | A PFG                  | 19       | 3     | 3        | 0     | –               | –               | 6           | 1           | 28       | 4     |
| Litex Lovech      | 2012–13   | A PFG                  | 18       | 0     | 5        | 0     | –               | –               | –           | –           | 23       | 0     |
| Litex Lovech      | 2013–14   | A PFG                  | 27       | 1     | 2        | 0     | –               | –               | –           | –           | 29       | 1     |
| Litex Lovech      | 2014–15   | A PFG                  | 2        | 0     | 0        | 0     | –               | –               | 4           | 0           | 6        | 0     |
| Litex Lovech      | Total     | Total                  | 109      | 8     | 15       | 0     | –               | –               | 15          | 1           | 139      | 9     |
| Fulham            | 2014–15   | Championship           | 38       | 1     | 4        | 0     | 2               | 0               | –           | –           | 44       | 1     |
| Fulham            | 2015–16   | Championship           | 3        | 0     | 0        | 0     | 2               | 0               | –           | –           | 5        | 0     |
| Fulham            | Total     | Total                  | 41       | 1     | 4        | 0     | 4               | 0               | 0           | 0           | 49       | 1     |
| Midtjylland       | 2015–16   | Superliga de Dinamarca | 15       | 0     | 0        | 0     | –               | –               | 2           | 0           | 17       | 0     |
| Midtjylland       | Total     | Total                  | 15       | 0     | 0        | 0     | 0               | 0               | 2           | 0           | 17       | 0     |
| CSKA Sofia        | 2016–17   | Primera Liga           | 16       | 1     | 0        | 0     | —               | —               | —           | —           | 16       | 1     |
| CSKA Sofia        | 2017–18   | Primera Liga           | 26       | 2     | 3        | 1     | —               | —               | —           | —           | 29       | 3     |
| CSKA Sofia        | Total     | Total                  | 42       | 3     | 3        | 1     | —               | —               | 0           | 0           | 45       | 4     |
| Total             | Total     | Total                  | 311      | 13    | 43       | 1     | 4               | 0               | 17          | 1           | 375      | 15    |

## Palmarés

### Campeonatos nacionales
| Título                | Club             | País     | Año  |
| --------------------- | ---------------- | -------- | ---- |
| A PFG                 | PFC Litex Lovech | Bulgaria | 2010 |
| Supercopa de Bulgaria | PFC Litex Lovech | Bulgaria | 2010 |
| A PFG                 | PFC Litex Lovech | Bulgaria | 2011 |